# Тосун, Бусе
Бусе Тосун Чавушоглу (тур. Buse Tosun Çavuşoğlu; род. 12 мая 1995) — турецкая спортсменка, борец вольного стиля. Выступала за спортивный клуб «İzmir Büyükşehir Belediyesi GSK», в 2015 году перешла в «Yalova Altınova Tersaneler SK». Бронзовый призёр летних олимпийских игр 2024 года, чемпионка мира 2023 года. Чемпионка Европы 2024 года. Призёр чемпионатов мира и Европы.

## Спортивная карьера
В 2013 году принимала участие в чемпионате Европы в Тбилиси, но не смогла пробиться в полуфинал . В том же году выиграла чемпионат среди юниоров, проходивший в городе Скопье. Также в 2013 году Бусе участвовала в Чемпионате мира в Будапеште, но не завоевала медалей.
В 2014 году Бусе Тосун выиграла золотую медаль на чемпионате мира среди юниоров в Катовице. В том же году она принимала участие на чемпионате мира в Ташкенте.
В 2015 году завоевала бронзовую медаль на чемпионате Европы по борьбе для спортсменов не старше 23 лет, проходившем в Валбжихе. В 2015 году Бусе принимала участие в Европейских играх, проходивших в Баку.
В 2016 году Бусе завоевала бронзовую медаль на Чемпионате Европы в Риге. Также она стала золотой медалисткой на чемпионате Европы по борьбе для спортсменов не старше 23 лет, проходившем в Русе. В том же году она Бусе Тосун сумела пройти квалификацию на Олимпийские игры. В мае 2018 года на чемпионате Европы в Каспийске стала бронзовым призёром.
На летних Олимпийских играх 2024 года в Париже, в весовой категории до 68 кг стала обладательницей бронзовой медали. В схватке за третье место поборола корейскую спортсменку Пак Соль Гум.
В апреле 2025 года на чемпионате Европы в Братиславе в весовой категории до 68 кг завоевала бронзовую медаль. В схватке за третье место одолела соперницу из Украины Манолу Скобельску.

## Личная жизнь
13 августа 2021 года она вышла замуж за Серкана Чавушоглу.